# Ayreon
Ayreon — проект Арьена Люкассена в стиле Space Opera. Проект известен своими концептуальными альбомами на философскую и научно-фантастическую тематику. В проекте в качестве исполнителей задействовано множество сессионных музыкантов из всемирно известных групп. В силу специфики проекта группа практически не даёт полноценных концертных представлений на различных фестивальных и сольных площадках.

## История
Корни Ayreon уходят в начало 1990-х годов, когда Арьен Люкассен, будучи участником группы Vengeance, начал работу над своим сольным материалом, выходящим за рамки традиционного хеви-метала. Первый сольный альбом Люкассена, "The Final Experiment", был выпущен в 1995 году и ознаменовал собой рождение проекта Ayreon.
Арьен является композитором, автором текстов и фактически единственным постоянным участником коллектива, играющим в записи на всех инструментах, кроме ударных, а также продюсером группы. С 1998 года постоянным ударником группы является Эд Уорби (Gorefest), остальные музыканты — сессионные и приглашённые звезды.
The Final Experiment представляет собой рок-оперу о средневековом барде по имени Эйреон, которому являются видения о далёком будущем человечества. Именем главного героя Люкассен и назвал проект. В 1996 вышел второй альбом, Actual Fantasy, единственный альбом проекта, который в отличие от остальных является полуконцептуальным. Основная лирика данного релиза опирается на любимые научно-фантастические фильмы и рассказы, написанные самим Люкассеном. 
В 1998 году Ayreon выпускает свой первый двойной альбом Into the Electric Castle в жанре прогрессивной рок-оперы, представленная как «A Space Opera» (рус. Космическая опера), повествующие о Вечности Звёзд (англ. Forever of the Stars), который собрал людей из различных эпох истории человечества и даёт им испытания, пройдя через которые, главные герои попадут внутрь электрического замка, откуда смогут отправиться в свои времена через порталы. Американский онлайн-журнал Loudwire поместил этот альбом на 19-е место в топе-25 альбомов прогрессивного метала всех времён. Следующими стали два альбома, The Dream Sequencer и Flight of the Migrator, представленные как две части концепции The Universal Migrator. Первый альбом написан в жанре прогрессивного рока, второй — в жанре прогрессивного метала. Альбом концептуальный, его главный сюжет — путешествие человека по всем его прошлым жизням с помощью синтезатора снов. В его записи приняли участие многие известные музыканты, в частности, Фабио Лионе из Rhapsody, Брюс Диккинсон из Iron Maiden, Аннеке ван Гирсберген из The Gathering, Тони Мартин (экс-Black Sabbath), Тимо Котипелто из Stratovarius, Юхан Эдлунд из Tiamat, Нил Морс и другие. 
В 2004 году состоялся релиз двойного альбома The Human Equation. Альбом, снова ставший концептуальной оперой, смешавший в себе многие жанры, такие как прогрессивный рок, прогрессивный метал, нео-прогрессивный рок и другие, рассказывает о том, что происходит в голове человека, лежащего в коме. В главной роли также выступил вокалист группы Dream Theater Джеймс ЛаБри.
Следующей работой Ayreon стал двойной альбом 01011001. Его релиз состоялся 28 января 2008 года. В записи альбома участвовали Ханси Кюрш (Blind Guardian), Флор Янсен (After Forever), Симона Симонс (Epica), Йонас Ренксе (Katatonia), Даниэль Гильденлёв (Pain of Salvation), Том С. Энглунд (Evergrey), Йорн Ланде, Аннеке ван Гирсберген (экс-the Gathering), Johan Edlund (Tiamat), Стив Ли (Gotthard) и другие. Сюжет альбома является историей зарождения и вымирания человечества, построенной из сюжетов предыдущих альбомов Ayreon.
23 августа 2012 года Арьен Люкассен опубликовал видео, где сообщается о том, что он начал работу над «новым проектом». 9 октября 2012 года Люкассен объявил на своём канале на YouTube, что работает над новым альбомом проекта Ayreon. Он также рассказал, что концепция альбома будет несколько отличаться от предыдущего сюжета. Также Арьен ответил на сообщение одного из фанатов, что работа над альбомом будет длиться около года. 26 марта 2013 года было официально опубликовано название нового альбома — Theory of Everything (рус. «Теория всего»). Альбом был выпущен 28 октября 2013 года.
В 2017 году Арьен Люкассен выпустил альбом The Source, являющийся приквелом к событиям альбома 01011001. В записи приняли участие Тобиас Заммет (Edguy, Avantasia), Джеймс ЛаБри (Dream Theater), Ханси Кюрш (Blind Guardian), Томми Каревик (Kamelot), Флор Янсен (Nightwish, After Forever), Симона Симонс (Epica) и Рассел Аллен (Symphony X).
В силу специфики проекта Ayreon не выступает вживую, однако в 2015 году в Роттердаме на сцене театра Nieuwe Luxor был полностью исполнен альбом The Human Equation (в рамках постановки, получившей название The Theater Equation, роли в ней исполняли почти все участники записи альбома), а в 2017 году в Тилбурге состоялись три концерта Ayreon под названием Ayreon Universe, в которых участвовал сам Люкассен, группа инструменталистов и 16 приглашённых вокалистов. Оба концерта записаны и изданы на Blu-ray. На сентябрь 2019 года намечены концерты, посвящённые двадцатилетию альбома Into The Electric Castle, на которых альбом будет исполнен полностью с участием практически всех оригинальных участников. Также композиции Ayreon исполнялись вживую группами Star One, Stream of Passion и The Gentle Storm.
25 сентября 2020 года был выпущен десятый полноформатный альбом группы Transitus. Альбом сопровождался 25-страничным комиксом, иллюстрированным Феликсом Вегой. Сюжетная линия погружает слушателя в готическую историю ужасов, действие которой происходит в 19 веке.

## Дискография

### Студийные альбомы
- 1995 — The Final Experiment;
- 1996 — Actual Fantasy;
- 1998 — Into the Electric Castle;
- 2000 — Universal Migrator Part 1: The Dream Sequencer;
- 2000 — Universal Migrator Part 2: Flight of the Migrator;
- 2004 — The Human Equation;
- 2008 — 01011001;
- 2013 — The Theory of Everything
- 2017 — The Source
- 2020 — Transitus

### Синглы
- 1995 — Sail Away to Avalon;
- 1996 — The Stranger From Within;
- 2000 — Temple of the Cat;
- 2004 — Day Eleven: Love;
- 2004 — Loser;
- 2005 — Come Back to Me;
- 2008 — Waking Dreams;
- 2008 — Elected.

### Сборники
- 2000 — Ayreonauts Only;
- 2008 — Timeline.

### Концертные альбомы
- 2016 — The Theater Equation;
- 2018 — Ayreon Universe.

## Состав
- Арьен Люкассен — вокал, гитара, бас-гитара, клавишные, синтезатор, орган Хаммонда, меллотрон, мандолина и другие (1995-наши дни), музыкальное программирование (1996-наши дни)
- Эд Варби — ударные (с 1997)

### Концертный состав
- Йохан ван Стратум — бас-гитара (2015—наши дни)
- Йост ван ден Брук — клавишные (2017—наши дни)
- Бен Мато — скрипка (2015-наши дни)
- Ферри Дёйсенс — ритм-гитара (2017—наши дни)
- Марсель Сингор — гитара (с 2018)
- Боб Вейтсма — гитара (с 2018)
- Тейс ван Лер — духовые (с 2018)
- Майке Петерсе — виолончель (2015—2018)
- Марсель Кунен — соло-гитара (2015—2018)
- Йерун Госсенс — духовые (2015-2018)
- Фрек Гилен — ритм-гитара (2015)
- Эрик ван Иттерсум — клавишные (2015)
- Рубен Вейга — клавишные (2015)